# (1431) Luanda
(1431) Luanda es un asteroide perteneciente al cinturón de asteroides descubierto por Cyril V. Jackson el 29 de julio de 1937 desde el observatorio Union de Johannesburgo, República Sudaficana.

## Designación y nombre
Luanda se designó inicialmente como 1937 OB.
Más tarde fue nombrado por la ciudad angoleña de Luanda.

## Características orbitales
Luanda orbita a una distancia media del Sol de 2,619 ua, pudiendo alejarse hasta 3,1 ua. Tiene una excentricidad de 0,1839 y una inclinación orbital de 14,01°. Emplea 1548 días en completar una órbita alrededor del Sol.